# Phragmatobia brunnea-pseudobornealis
Phragmatobia brunnea-pseudobornealis är en fjärilsart som beskrevs av Barend J. Lempke 1944. Phragmatobia brunnea-pseudobornealis ingår i släktet Phragmatobia och familjen björnspinnare. Inga underarter finns listade i Catalogue of Life.